# Seevekanal
Der Seevekanal stellt eine künstliche Verbindung zwischen der Seeve und der Süderelbe dar. Er zweigt im Norden des Ortes Maschen von der Seeve ab und mündet im Harburger Binnenhafen in die Süderelbe ein.
Der Kanal  wurde bereits im 15./16. Jahrhundert errichtet. Hierdurch wurde ein Transportweg zwischen der Seeve und der Süderelbe geschaffen. Er wird beim Hörstener Wehr über die Seeve mit Wasser versorgt. 1856 wurde die Phoenix AG, damalige Firmenbezeichnung „Albert und Louis Cohen“, direkt am Kanal errichtet. Sie entnimmt dem Kanal täglich ca. 20.000 m³ Kühlwasser (Stand 2004). Beim Bau des Phoenix-Centers wurde 2004 eine Uferbegradigung vorgenommen, die gegen die Wasserentnahmerichtlinien der EU und das Hamburgische Wassergesetz verstößt. Als Ausgleichsmaßnahme wurde hierfür 2010 am Karnappwehr eine Fischtreppe errichtet, die Fischen und Kleinlebewesen die Aufwanderung ermöglicht.
Seit 2013 wird im Rahmen des Projekts Seevekanal 2021 an der ökologischen Verbesserung des Seevekanals gearbeitet, primär mit Laien und in kleinen Schritten. Ziel ist neben der Entwicklung des Gewässers auch die Entwicklung des Bewusstseins für das Gewässer.